# Woskehat (Armawir)
Woskehat – wieś w Armenii, w prowincji Armawir. W 2011 roku liczyła 3491 mieszkańców.